# 1992 RH5
1992 RH5 är en asteroid i huvudbältet som upptäcktes den 2 september 1992 av den belgiske astronomen Eric W. Elst vid La Silla-observatoriet.
Asteroiden har en diameter på ungefär 4 kilometer.